# Peter Barnes (schrijver)
Peter Barnes (Londen, 10 januari 1931 - Londen, 1 juli 2004) was een Engels toneel- en scenarioschrijver voor radio, televisie en film.

## Biografie
Barnes vervulde zijn dienstplicht in de Royal Air Force en werkte nadien een tijdje voor de London County Council. Omdat hij dat maar een saaie baan vond, volgde hij een correspondentiecursus in theologie en begon te schrijven als filmrecensent, redacteur en scenarioschrijver. In 1959 werden zijn eerste scenario's verfilmd, voor Violent Moment van Sidney Hayers en Breakout van Peter Graham Scott.

### Toneel
Hij werd bekend met zijn toneelstuk The Ruling Class uit 1968, een satire op de Engelse klassenmaatschappij. "Mad Jack Gurney", de 14e Earl of Gurney, is een "paranoïde schizofreen" die zich verschillende personages waant, waaronder Jack the Ripper, Richard III van Engeland en Jezus Christus. Het stuk werd in Londen opgevoerd met  Peter O'Toole in de rol van Jack Gurney. In 1972 werd het verfilmd, opnieuw met O'Toole. In Nederland regisseerde John van de Rest het stuk in 1970 bij het Nieuw Rotterdams Toneel met als titel De heersende klasse. Begin 2015 werd het stuk in Londen hernomen met James McAvoy als hoofdvertolker.
Zijn volgende toneelspelen waren meestal ook zwarte komedies in een historisch decor, waarin hij soms de grenzen van de goede smaak opzocht. In 1969 volgde een tweeluik, Leonardo's Last Supper en Noonday Demons, gezet in de Middeleeuwen respectievelijk het antieke Egypte van de vierde eeuw. The Bewitched (1974) speelt zich af in de Spaanse monarchie van de 17e eeuw. Een deel van Laughter! (1978), zijn meest controversiële stuk, was een farce over het concentratiekamp Auschwitz. Red Noses (1985), gesitueerd in een pestepidemie in de 14e eeuw, kreeg de Olivier Award van 1985 voor "Best New Play". Sunsets and Glories (1990) was gebaseerd op de intriges van de 13-eeuwse pausen.
Barnes bewerkte tevens oude theaterteksten voor nieuwe uitvoeringen in theater of als hoorspel; daaronder werken van auteurs als Ben Jonson, Thomas Middleton, Frank Wedekind, Georges Feydeau en Maxim Gorky.

### Radio
Hij schreef ook originele hoorspelen voor de BBC. Onder de noemer "People" maakte hij in 1981 een zevental monologen. In 1984 volgde een twee serie met dialogen en in 1986 een derde serie met trialogen onder dezelfde noemer. Deze werden uitgevoerd door bekende acteurs als Alec Guinness, John Gielgud, Judi Dench, Claire Bloom, Peter Ustinov, Sean Connery, Donald Pleasence en John Hurt.

### Film en televisie
Hoewel hij bleef schrijven voor het toneel, was hij in de jaren 1990 meer actief als schrijver van scenario's voor films en televisiefilms. Enchanted April (oorspronkelijk een toneelstuk uit 1925 van Kane Campbell en een film uit 1935) werd genomineerd voor de Academy Award van 1992 in de categorie "best adapted screenplay". Voor de Amerikaanse televisie schreef hij scenario's voor Merlin uit 1998, Alice in Wonderland (1999) en de miniserie Arabian Nights uit 2000 (zijn laatste film).